# Kathrine Switzer
Kathrine Switzer (Kathrine Virginia „Kathy“ Switzer; * 5. Januar 1947 in Amberg, Oberpfalz, Freistaat Bayern, damals Amerikanische Besatzungszone) ist eine US-amerikanische Pionierin des Marathonlaufs für Frauen, die heute als Buchautorin und Fernsehkommentatorin aktiv ist.

## Werdegang
Als Tochter eines Majors der United States Army kam sie in Deutschland zur Welt. 1949 kehrte die Familie in die USA zurück.

### Boston-Marathon 1967
Mit zwölf Jahren begann sie damit, jeden Tag eine Meile zu laufen, um als Hockey-Spielerin leistungsfähiger zu werden. Als Journalistik-Studentin an der Syracuse University trainierte sie mit dem männlichen Leichtathletik-Team.
Sie erklärte dem Betreuer des Crosslauf-Teams Arnie Briggs, der selbst bereits 15-mal am Boston-Marathon teilgenommen hatte, dass sie bei diesem Rennen 1967 starten wolle. Zu dieser Zeit waren Frauen offiziell nur zu Wettkämpfen bis 800 m zugelassen. Da sie sich als „K. V. Switzer“ zusammen mit Briggs und Switzers Freund und späteren ersten Ehemann, dem Hammerwerfer Tom Miller, anmeldete, schöpfte niemand in der Organisation des Rennens Verdacht. Sie lief mit der Nummer 261.
Nach einigen Meilen entdeckte der Renndirektor Jock Semple am 19. April 1967 bei der 71. Auflage des Langstreckenklassikers in Boston, dass eine Frau eine offizielle Startnummer trug, und versuchte, Switzer die Nummer abzureißen. Jedoch kam Miller seiner Freundin zu Hilfe und stieß Semple zur Seite, sodass Switzer das Rennen fortsetzen konnte und nach vier Stunden und 20 Minuten das Ziel erreichte. Die Rangelei hatte sich direkt vor dem Pressebus abgespielt, so gingen die Fotos von diesem Vorfall um die Welt und lösten heftige Diskussionen um den Frauensport aus. Switzer wurde zwar zwei Tage nach dem Lauf aus der Amateur Athletic Union ausgeschlossen, lief aber weiter inoffiziell Rennen.
Beim Boston-Marathon 1970 wurde sie Fünfte und 1971 Dritte.
1972 wurden dann erstmals Frauen offiziell in Boston zugelassen und Switzer wurde Dritte in 3:29:51 h. Im selben Jahr rief sie mit Fred Lebow, dem Begründer des New-York-City-Marathons, den Crazylegs Mini Marathon (heute New York Mini 10K) ins Leben, den ersten Straßenlauf nur für Frauen.
1973 wurde sie Vierte in Boston, Zweite beim New-York-City-Marathon und gewann den Maryland-Marathon.

### Siegerin New-York-City-Marathon 1974
1974 wurde sie Fünfte in Boston und siegte sowohl in New York City als auch in Maryland. 1975 wurde sie Zweite in Boston mit ihrer persönlichen Bestzeit von 2:51:37 h und Siebte in New York City.
1977 überzeugte sie die Kosmetikfirma Avon mit dem Konzept einer internationalen Frauenlaufserie. Der von 1978 bis 1984 jährlich ausgetragene Avon-Marathon trug wesentlich dazu bei, dass der Frauenmarathon 1984 Teil der Olympischen Spiele wurde, wofür Switzer geworben hatte, seit sie 1972 als Journalistin bei den Olympischen Spielen von München akkreditiert war. 1987 heiratete sie zum dritten Mal, den neuseeländischen Literaturprofessor und Läufer Roger Robinson. Neben ihrer Tätigkeit als Lauforganisatorin wirkt sie als Buchautorin und Fernsehkommentatorin.
Anlässlich der Veröffentlichung der deutschen Übersetzung ihrer Autobiografie lief sie 2011 beim Berlin-Marathon zum 39. Mal einen Wettkampf über die 42,195-km-Distanz. Mit einer Zeit von 4:36:32 h belegte sie den 56. Platz in der Altersklasse W60.

### Boston-Marathon 2017
50 Jahre nach ihrem Marathon-Debüt ging Switzer als 70-Jährige am 17. April 2017 erneut beim Boston Marathon an den Start und sie absolvierte die Strecke in 4:44:31 h. Sie hatte vom Veranstalter die gleiche Startnummer bekommen wie 1967, die Nummer 261, welche seitdem nicht mehr vergeben wird.

„Über das Jubiläum bin ich total begeistert. 50 Jahre später machen Frauen fast die Hälfte des Feldes in Boston aus.“

### Mit-Begründerin 261 Fearless
Im Jahr 2015 gründete sie gemeinsam mit Edith Zuschmann  261 Fearless, Inc., eine globale Non-Profit Organisation, die Frauen Ausbildungs- und Laufmöglichkeiten eröffnet. Es werden Ausbildungsprogramm zur Laufclub Funktionärin und zur Frauenlauftreff Trainerin angeboten, sowie ein Netzwerk von Frauen Laufclubs in aktuell 14 Ländern.

## Veröffentlichungen
- Running and walking for women over 40. 1998
  - Laufen und walking. Das sanfte Programm für Frauen ab 40. Rowohlt-Taschenbuch-Verlag, Reinbek 2000, ISBN 3-499-19488-0
- mit Roger Robinson: 26.2 marathon stories. 2006
  - Faszination Marathon. Geschichten und Bilder rund um die magischen 42,195 Kilometer. Südwest, München 2006, ISBN 978-3-517-08235-6
- Marathon Woman. 2007
  - The Girl Who Started It All (Memento vom 30. Januar 2012 im Internet Archive), Auszug in Runner’s World, 26. März 2007
  - Marathon Woman. Die Frau, die den Laufsport revolutionierte. spomedis, Hamburg 2011, ISBN 978-3-936376-62-3